# Режими середовища фітоценозу
Режими середовища фітоценозу — фізичні і хімічні чинники місця життя і місця (ентопія) розташування рослинного угруповання. Л. Г. Раменський розрізняв фізіологічно діючі Р.с.ф. (у атмосфері — світловий, тепловий, газовий режим і режим вологості повітря, у ґрунті — тепловий, водний, ґрунтово-повітряний режим і режим ґрунтового розчину; див. режим тепловий, режим світловий, режим повітряний, режим зволоження, режим мінерального живлення) і ентопічні умови (рельєф, механічний склад ґрунту, опади, рухи повітря тощо). Перші з Р.с.ф. тісно пов'язані між собою і є головними і прямими чинниками, другі — непрямими, які проте можуть виступати провідними чинниками.

## Виноски
1. ↑   Раменский Л. Г. Избранные работы: Проблемы и методы изучения растительного покрова. Л.: Наука, 1971. — 334 с.